# 张家瑞 (1938年)
张家瑞（1938年8月—），女，汉族，江苏镇江人，中华人民共和国政治人物，第七届全国人大代表。

## 生平
1958年至1962年在安徽师范学院、合肥师范学院（安徽师范大学前身）中文系学习，毕业后分配到安徽亳县师范学校任教。1977年调至滁州师范专科学校中文系任教，期间于1987年赴北京大学中文系进修一年。1988年当选第七届全国人民代表大会代表，1993年8月当选滁州市政协副主席。